# Пендлтон (Міссурі)
Пендлтон (англ. Pendleton) — селище (англ. village) в США, в окрузі Воррен штату Міссурі. Населення — 34 особи (2020).

## Географія
Пендлтон розташований за координатами 38°49′35″ пн. ш. 91°13′54″ зх. д. / 38.82639° пн. ш. 91.23167° зх. д. (38.826328, -91.231657).  За даними Бюро перепису населення США в 2010 році селище мало площу 0,24 км², з яких 0,24 км² — суходіл та 0,00 км² — водойми.

## Демографія
Згідно з переписом 2010 року, у селищі мешкали 43 особи в 14 домогосподарствах у складі 11 родини. Густота населення становила 181 особа/км².  Було 15 помешкань (63/км²).
Расовий склад населення:
| - 100,0 % — білих |

До двох чи більше рас належало 0,0 %. Частка іспаномовних становила 0,0 % від усіх жителів.
За віковим діапазоном населення розподілялося таким чином: 30,2 % — особи молодші 18 років, 65,1 % — особи у віці 18—64 років, 4,7 % — особи у віці 65 років та старші. Медіана віку мешканця становила 33,5 року. На 100 осіб жіночої статі у селищі припадало 95,5 чоловіків;  на 100 жінок у віці від 18 років та старших — 114,3 чоловіків також старших 18 років.
Середній дохід на одне домашнє господарство  становив 45 363 долари США (медіана — 38 750), а середній дохід на одну сім'ю — 44 700 доларів (медіана — 36 875). За межею бідності перебувало 8,7 % осіб, у тому числі 20,0 % дітей у віці до 18 років та 0,0 % осіб у віці 65 років та старших.
Цивільне працевлаштоване населення становило 12 особи. Основні галузі зайнятості: освіта, охорона здоров'я та соціальна допомога — 33,3 %, транспорт — 25,0 %, будівництво — 16,7 %.